# Nicolás Díaz de Benjumea

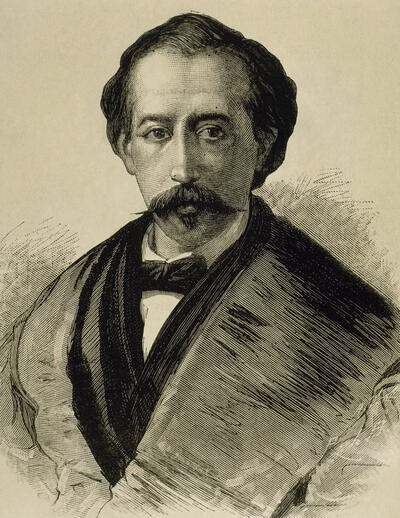
Grabado de Nicolás Díaz de Benjumea realizado por Capuz. La Ilustración Española y Americana.

Nicolás Díaz de Benjumea (Sevilla, 9 de marzo de 1829-Barcelona, 8 de marzo de 1884) fue un periodista y cervantista español.

## Biografía
Dirigió en Madrid el diario democrático La Unión (1864) y redactó El Programa (1868-1869). Fundó el periódico satírico Fígaro y dirigió El Museo Universal. En Londres dirigió El Eco de Ambos Mundos. En el tiempo de su muerte dirigía en Barcelona La Ilustración de la Mujer. Codirigió junto con Luis Ricardo Fors una colección de cuadros de costumbres, Los hombres españoles, americanos y lusitanos pintados por sí mismos: colección de tipos y cuadros de costumbres peculiares de España, Portugal y América en dos volúmenes (Barcelona, Establecimiento Tipográfico-Editorial de Juan Pons, 18--).
Como cervantista realizó una interpretación "esotérica" del Quijote que en realidad habría que llamar simbolista y con algún contenido social; tuvo algunos seguidores pero fue muy atacada por los críticos literarios del positivismo y del historicismo. Escribió al respecto en 1861 La estafeta de Urganda, o Aviso de Cid Asam. Ouzad Bene Jelí sobre el desencanto del Quijote, que fue comentado por Juan Valera (1824-1905) en "Contestación al último comunicado del señor Benjumea, autor de La Estafeta de Urganda", además de en el discurso de ingreso de Juan Valera en la Real Academia Española, Madrid, 1864, que se tituló: "Sobre El Quijote y las diferentes maneras de comentarlo y juzgarlo." Después publicó La verdad sobre El Quijote. Novísima historia crítica de la vida de Cervantes (Madrid: Imprenta de Gaspar Editores, 1878). Afirma, por ejemplo, que el dominico Juan Blanco de Paz, un histórico enemigo de Cervantes, es el verdadero autor del Quijote de Avellaneda
José María Asensio le discutió las teorías de La Estafeta de Urganda y de El Correo de Alquife, que él pensaba se hallaban ya implícitas en el filólogo Antonio Puigblanch; esto originó una polémica y un cruce de varias cartas que ambos hacían públicas.

## Obras
- El solteron un gran problema social: Un gran problema social, 1883.
- Con Fredo Arias de la Canal, El Quijote de Benjumea. Instroducción, intento de psicoanálisis de Cervantes, 1986.
- Escuela del matrimonio ó espíritu de la novela el curioso impertinente
- La verdad sobre el Quijote, 1878.
- La estafeta de Urganda; ó, aviso de Cid Asam-ouza Benenjeli sobre el desencanto del Quijote, 1861.
- Discurso sobre el Palmerín de Inglaterra y su verdadero autor, 1876.
- El correo de Alquife: Ó segundo aviso de Cid Asam-ouzad Benenjeli, 1866.
- El mensaje de Merlin, ó tercer aviso de Cid Asam Ouzad Benenjeli, 1845.
- Costumbres del universo o descripción y pintura de la fisonomía peculiar de las más importantes naciones del Globo, 1865.
- Gibraltar a España. Consideraciones sobre el derecho de los ingleses a la posesión de este Puerto de España, 1863.

## Fuente
- Ossorio y Bernard, Manuel (1903). «Díaz de Benjumea (Nicolás)». Ensayo de un catálogo de periodistas españoles del siglo XIX. Madrid: Imprenta y litografía de J. Palacios. p. 106. Wikidata Q18908018.